# Slawston
 (octobre 2023).
Slawston est une paroisse civile et un village du Leicestershire, en Angleterre.